# Гасанов, Шамиль Русланович
Шамиль Русланович Гасанов (род. 29 сентября 1995, п. Верхний Яшкуль, Калмыкия) — российский дагестанский боец ММА, чемпион мира по джиу-джитсу (2017), серебряный призер чемпионата России по грэпплингу (2019), бронзовый призёр чемпионата Европы по грэпплингу (2019), чемпион лиги ProFC (2022).

## Биография
Шамиль Гасанов родился 29 сентября 1995 года в поселке Верхний Яшкуль в Калмыкии.
Первые тренировки по вольной борьбе начал в 10 лет у Магомедова Закриге Аммаевича.
В 2013 году Шамиль Гасанов окончил лицей в с. Уркарах в Дагестане. Затем продолжил образование в Донском государственном техническом Университете.
С 2013 года начал заниматься грэпплингом и ММА в Ростове-на-Дону в клубе "Легион" под руководством Дениса Глухова и Магомеда Шихшабекова.
Летом 2022 года заключил контракт c лигой One Championship.

## Статистика боёв
| Результат | Рекорд | Соперник           | Способ                          | Турнир                                         | Дата             | Раунд | Время | Место                  | Примечание |
| --------- | ------ | ------------------ | ------------------------------- | ---------------------------------------------- | ---------------- | ----- | ----- | ---------------------- | ---------- |
| Победа    | 11-1   | Халил Амир         | Решением (единогласным)         | ONE Fight Night 26                             | 7 декабря 2024   | 3     | 5:00  | Бангкок, Таиланд       |            |
| Победа    | 10-1   | Аарон Канарте      | Решением (единогласным)         | ONE Fight Night 24                             | 3 августа 2024   | 3     | 5:00  | Бангкок, Таиланд       |            |
| Победа    | 9-1    | Хо Таэк О          | Решением (единогласным)         | ONE on Prime Video 18                          | 12 января 2024   | 3     | 5:00  | Бангкок, Таиланд       |            |
| Поражение | 8-1    | Гэрри Тонон        | Сабмишном (рычаг колена)        | ONE on Prime Video 12                          | 14 июля 2023     | 2     | 2:26  | Бангкок, Таиланд       |            |
| Победа    | 8-0    | Ким Джэ Вунг       | Сабмишном (удушение сзади)      | ONE on Prime Video 3: Линекер - Андраде        | 21 октября 2022  | 1     | 2:09  | Куала-Лумпур, Малайзия |            |
| Победа    | 7-0    | Саид Хатиев        | Решением (единогласным)         | FNGMMA: Фестиваль 75 лет Великой Победы        | 28 августа 2020  | 3     | 5:00  | Ростов-на-Дону, Россия |            |
| Победа    | 6-0    | Артем Луферчик     | Сабмишном (удушение гильотиной) | BFC 56 Belarusian Fighting Championship        | 9 июля 2020      | 1     | 0:44  | Ростов-на-Дону, Россия |            |
| Победа    | 5-0    | Нурсултан Турдуев  | Сабмишном (удушение гильотиной) | ProFC 66 Professional Fighting Championship 66 | 22 декабря 2019  | 1     | 3:29  | Минск, Белоруссия      |            |
| Победа    | 4-0    | Тамерлан Кабулов   | Решением (единогласным)         | ProFC: Shvets vs. Silva                        | 19 мая 2019      | 3     | 5:00  | Ростов-на-Дону, Россия |            |
| Победа    | 3-0    | Камил Подлишевский | Сабмишном (удушение Брабо)      | CCNE 6 Combat Challenge North East 6           | 29 октября 2016  | 1     | 1:39  | Ростов-на-Дону, Россия |            |
| Победа    | 2-0    | Курман Туркменов   | Сабмишном (рычаг локтя)         | A-Fight MMA A-Fight 3                          | 26 февраля 2016  | 1     | 4:30  | Ставрополь, Россия     |            |
| Победа    | 1-0    | Хаётбек Мамаджанов | Сабмишном (удушение сзади)      | LF Legion Fight Night                          | 11 сентября 2015 | 1     | 0:57  | Таганрог, Россия       |            |